# Orechowo (Kaliningrad, Tschernjachowsk)
Orechowo (russisch Орехово, deutsch Neu Löbkoyen, 1938–1945 Neulepkau, litauisch Liepkojai) ist ein sehr kleiner Ort in der russischen Oblast Kaliningrad. Er gehört zur kommunalen Selbstverwaltungseinheit Stadtkreis Tschernjachowsk im Rajon Tschernjachowsk. Der Ort Orechowo befindet sich heute allerdings an der Ortsstelle Alt Löbkoyen/Altlepkau, während die Ortsstelle Neu Löbkoyen/Neulepkau verlassen ist.

## Geographische Lage
Orechowo liegt 20 Kilometer nordöstlich der früheren Kreisstadt Snamensk (Wehlau) an einem Fahrweg, der von Dalneje (Groß Schirrau) an der russischen Fernstraße A 216 (frühere deutsche Reichsstraße 138, heute auch Europastraße 77) nach hier führt. Eine Bahnanbindung besteht nicht.

## Geschichte
Das Gründungsdatum des bis 1938 Neu Löbkojen, danach bis 1946 Neulepkau genannten Dorfes liegt im Jahre 1832. Als Wohnplatz der Gemeinde Lapischken (1938–1946 Fuchshügel, russisch: Dubrowskoje, nicht mehr existent) gehörte der kleine Ort zum Amtsbezirk Groß Schirrau (heute russisch: Dalneje) im Kreis Wehlau und Regierungsbezirk Königsberg der preußischen Provinz Ostpreußen. Am 3. Juni 1938 wurde Neu Löbkojen aus politisch-ideologischen Gründen in „Neulepkau“ umbenannt.
In Folge des Zweiten Weltkrieges kam Neu Löbkojen/Neulepkau 1945 mit dem nördlichen Ostpreußen zur Sowjetunion und erhielt 1950 die russische Bezeichnung Orechowo. Gleichzeitig wurde der Ort in den Dorfsowjet Kamenski selski Sowet im Rajon Tschernjachowsk eingegliedert. Von 2008 bis 2015 gehörte Orechowo zur Landgemeinde Kamenskoje selskoje posselenije und seither zum Stadtkreis Tschernjachowsk.

## Kirche
Die Bevölkerung Neu Löbkojens resp. Neulepkaus war bis 1945 überwiegend evangelischer Konfession und gehörte zur Kirche Groß Schirrau (heute russisch: Dalneje) im Kirchenkreis Wehlau in der Kirchenprovinz Ostpreußen der Kirche der Altpreußischen Union. Heute liegt Orechowo im Einzugsgebiet der neu entstandenen evangelisch-lutherischen Gemeinde in Talpaki (Taplacken), einer Filialgemeinde der Auferstehungskirche in Kaliningrad (Königsberg) in der Propstei Kaliningrad der Evangelisch-lutherischen Kirche Europäisches Russland.